# آلجرنون مادزلی
آلجرنون مادزلی (انگلیسی: Algernon Maudslay; ۱۰ ژانویهٔ ۱۸۷۳ – ۲ مارس ۱۹۴۸) قایقران قایق بادبانی اهل بریتانیا بود.